# Армандас Кучіс
Армандас Кучіс (лит. Armandas Kučys, нар. 27 лютого 2003, Паневежис) — литовський футболіст, нападник словенського клубу «Целє».
Син відомого литовського футболіста Аурімаса Кучіса.

## Клубна кар'єра
Народився 27 лютого 2003 року в місті Паневежис. Вихованець юнацьких команд футбольних клубів «Паневежис», «Екранас» та «Кальмар».
У дорослому футболі дебютував 2020 року виступами за команду «Екранас». 
Своєю грою за цю команду привернув увагу представників тренерського штабу клубу «Кальмар», до складу якого приєднався 2021 року. Відіграв за команду з Кальмара наступний сезон своєї ігрової кар'єри.
У 2022 році орендований клубом «Оскарсгамнс», який залишив ще до завершення того ж року. 
Протягом 2023 року знову захищав кольори клубу «Кальмар».
Протягом частини 2023 року захищав кольори клубу «Берга» як орендований гравець. 
Протягом 2023—2024 років захищав кольори клубу «Кауно Жальгіріс».
До складу клубу «Целє» приєднався 2024 року. Станом на 10 вересня 2024 року відіграв за команду із Целє 4 матчі в національному чемпіонаті.

## Виступи за збірні
У 2019 році дебютував у складі юнацької збірної Литви (U-17), загалом на юнацькому рівні взяв участь у 6 іграх, відзначившись одним забитим голом.
У 2021 році дебютував в офіційних матчах у складі національної збірної Литви.
| Дата       | Місто      | Господарі  | Результат          | Гості     | Турнір                               | Голи | Примітки |
| ---------- | ---------- | ---------- | ------------------ | --------- | ------------------------------------ | ---- | -------- |
| 15-11-2021 | Вільнюс    | Литва      | 1 – 1              | Кувейт    | товариський матч                     | -    | 80' 85'  |
| 25-3-2022  | Серравалле | Сан-Марино | 1 – 2              | Литва     | товариський матч                     | -    | 62'      |
| 16-11-2022 | Каунас     | Литва      | 0 – 0 (5 – 6 п.п.) | Ісландія  | Балтійський кубок                    | -    | 71'      |
| 19-11-2022 | Таллінн    | Естонія    | 2 – 0              | Литва     | Балтійський кубок                    | -    | 46'      |
| 20-6-2023  | Будапешт   | Угорщина   | 2 – 0              | Литва     | Відбір до ЧЄ 2024                    | -    | 78'      |
| 21-3-2024  | Фару       | Гібралтар  | 0 – 1              | Литва     | Ліга націй УЄФА 2022-2023 - Playout  | 1    | 46'      |
| 26-3-2024  | Каунас     | Литва      | 1 – 0              | Гібралтар | Ліга націй УЄФА 2022-2023 - Playout  | -    |          |
| 8-6-2024   | Лієпая     | Латвія     | 0 – 2              | Литва     | Балтійський кубок                    | 1    | 76'      |
| 11-6-2024  | Каунас     | Литва      | 1 – 1 (3 – 4 п.п.) | Естонія   | Балтійський кубок                    | -    | 64'      |
| 6-9-2024   | Маріямполе | Литва      | 0 – 1              | Кіпр      | Ліга націй УЄФА 2024-2025 - 1-й етап | -    |          |
| 9-9-2024   | Бухарест   | Румунія    | 3 – 1              | Литва     | Ліга націй УЄФА 2024-2025 - 1-й етап | 1    | 65'      |
| 12-10-2024 | Каунас     | Литва      | 1 – 2              | Косово    | Ліга націй УЄФА 2024-2025 - 1-й етап | -    | 77'      |
| 15-10-2024 | Каунас     | Литва      | 1 – 2              | Румунія   | Ліга націй УЄФА 2024-2025 - 1-й етап | 1    | 77' 80'  |
| 21-3-2025  | Варшава    | Польща     | 1 – 0              | Литва     | Відбір до ЧС 2026                    | -    | 84'      |
| 24-3-2025  | Каунас     | Литва      | 2 – 2              | Фінляндія | Відбір до ЧС 2026                    | 1    | 58'      |
| Усього     |            | Матчів     | 15                 |           | Голів                                | 5    |          |

## Досягнення
- Володар Кубка Словенії (1):

«Целє»: 2024/25